# Ingusetia

La república de Ingusetia (en ruso: Респу́блика Ингуше́тия, romanizado: Respublika Ingushetiya; en ingusetio: ГӀалгӀай Мохк, romanizado: Ğalğaj Moxk) es una de las veinticuatro repúblicas de Rusia y forma parte del distrito federal del Cáucaso Norte. Su capital es Magás y su población, según los datos del censo de 2010, contaba con 412 529 habitantes. Limita al norte y al oeste con Osetia del Norte-Alania, al este con Chechenia y al sur con Georgia.
En términos de superficie, la república es la más pequeña de los sujetos federales de Rusia a excepción de las dos ciudades federales, Moscú y San Petersburgo. 
La república de Ingusetia fue establecida oficialmente el 4 de junio de 1992, tras la división de la República Autónoma Socialista Soviética de Chechenia e Ingusetia, pero sus orígenes son mucho más remotos. El nombre «Ingusetia» se deriva de una antigua aldea, Ongusht (rebautizada en 1859 Tarskaya y en 1944 transferida a Osetia del Norte) y de la terminación georgiana -eti, cuyo significado conjunto es «(tierra) donde viven los ingusetios», un pueblo indígena de ascendencia naj.
Ingusetia es una de las regiones más pobres e intranquilas de Rusia. El conflicto militar que ha estado en curso en la vecina Chechenia ha afectado regularmente a Ingusetia, tanto así que la república ha sido desestabilizada por la corrupción, la alta tasa de criminalidad (causada por las altas cifras de secuestros y los homicidios entre civiles y los asesinatos sumarios cometidos por las fuerzas de seguridad), las protestas contra los gobiernos occidentales y el propio ruso, ataques a soldados y oficiales, excesos militares rusos y un deterioro de la situación de los derechos humanos.

## Toponimia
El nombre «Ingusetia» no tiene un origen claro. Una de las teorías indican que se deriva de una antigua aldea, Ongusht (rebautizada en 1859 Tarskaya y en 1944 transferida a Osetia del Norte) y de la terminación georgiana -eti, cuyo significado conjunto es «(tierra) donde viven los ingusetios». Otras teorías del siglo XVIII apuntan al nombre del pueblo GÍalgÍay (ГІалгІай). Algunos investigadores creen que la palabra ingusetia GÍalgÍay significa "constructor" o "residente de las torres". Otros investigadores indican la posibilidad del origen pagano Gela o Gala, una antigua deidad vainaj.

## Historia

### Teorías sobre los orígenes
Las teorías que tratan de explicar los orígenes del pueblo ingusetio son variadas. Según Leonti Mroveli, cronista georgiano del siglo XI, la palabra «caucásico» se deriva del ancestro vainaj Kavkas. Según el profesor George Anchabadze de la Universidad Estatal Ilia, "los vainajs son los antiguos nativos del Cáucaso. Es de destacar que, de acuerdo a la tabla genealógica elaborado por Leonti Mroveli, el legendario antepasado de los vainajs era Kavkas, de ahí el nombre Kavkasianos, uno de los ancestros de chechenos e ingusetios. Como se desprende de lo anterior, los vainajs, al menos por nombre, se presentan como la gente más «caucásica» de todos los caucásicos (Cáucaso - Kavkas - Kavkasians) en la tradición histórica de Georgia".
Los antropólogos y científicos soviéticos N.Ya. Marr, V.V. Bounak, R.M. Munchaev, I.M Dyakonov, E.I. Krupnov y G.A. Melikashvilli aseguraron que "entre los ingusetios se conserva mejor el tipo caucásico que entre cualquier otra nación del norte del Cáucaso". El profesor G.F. Debets reconoció que el tipo antropológico caucásico de Ingusetia es el más europeo entre los caucásicos.
En un artículo publicado en la revista Science Bernice Wuethrich afirma que la lingüista norteamericana Johanna Nichols "ha utilizado el lenguaje para conectar a las personas modernas de la región del Cáucaso con los antiguos agricultores del Creciente Fértil" y que su investigación sugiere que "los agricultores de la región eran proto-naj-daguestaníes. Nichols es citada de la siguiente forma: "las lenguas naj-daguestaníes son lo más cercano que tenemos a una continuación directa de la comunidad cultural y lingüística que dio origen a la civilización occidental". Por su parte, el Dr. Henry Harpending, de la Universidad de Utah apoya esta teoría en el artículo.

### Historia moderna

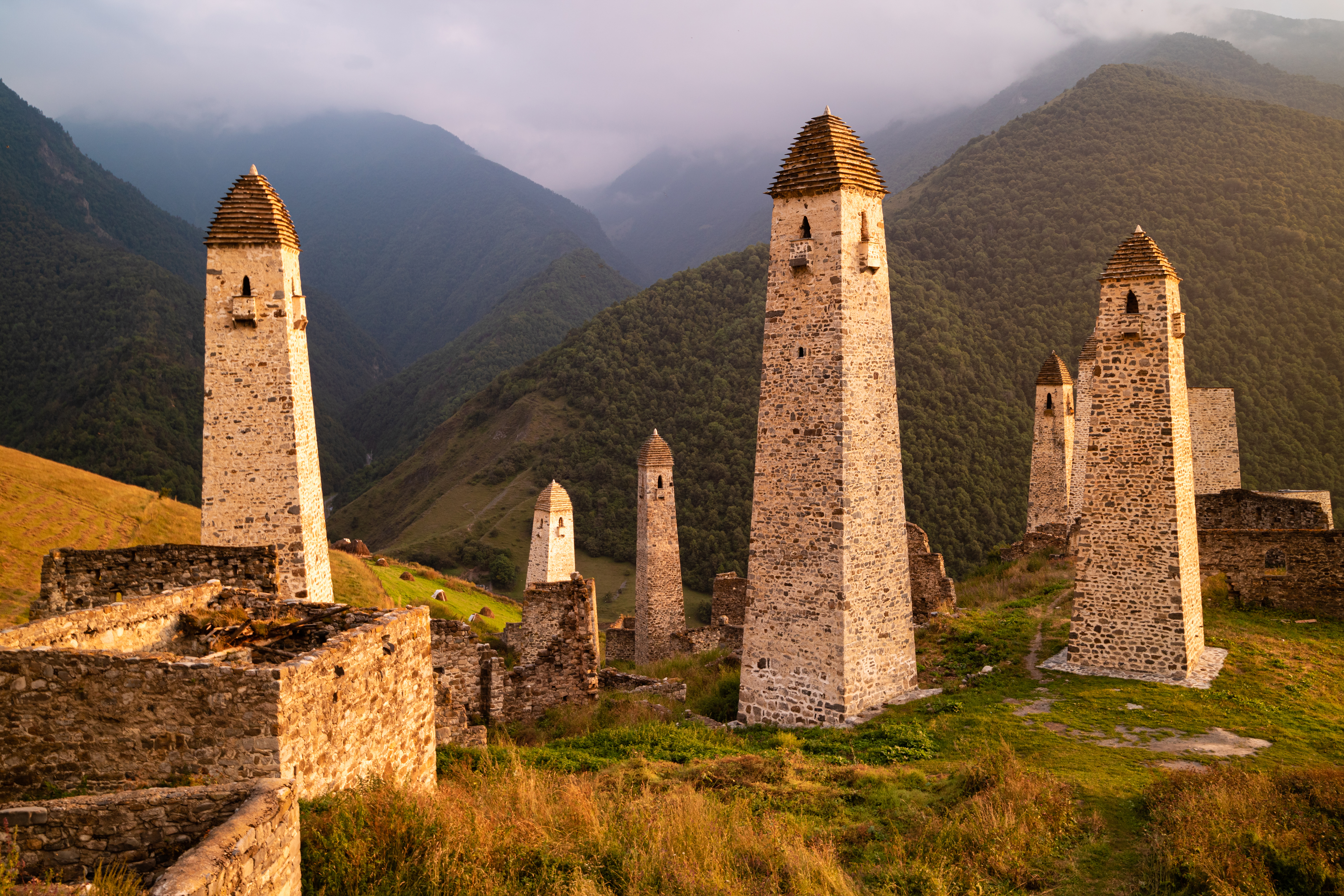
Atalayas en la aldeia de Erzi, Ingusetia

Los ingusetios vivieron en las montañas hasta los siglos XVI-XVII, cuando parte de ellos comenzaron a descender hacia las llanuras. En 1810 el Imperio ruso anexionó Ingusetia, construyendo allí fortificaciones y trasladando a un gran número de ingusetios a la base militar de Nazran. El mandato ruso fue represivo, por lo que entre los ingusetios se desarrolló la resistencia, culminando en el alzamiento de Nazran en 1858. Sin embargo, los ingusetios frente a los rusos, fueron mucho menos belicosos que los chechenos, por lo que la presencia de aquellos en la rebelión Shamil fue menor, a mediados del siglo XIX. En ella varios pueblos del Cáucaso se alzaron contra el dominio ruso.
Durante la Revolución rusa de 1917 y la posterior guerra civil, se desarrollaron combates en el territorio ingusetio entre tropas comunistas del Ejército Rojo y las antisoviéticas del Ejército Blanco. En 1920, el poder soviético fue establecido en territorio ingusetio, y en 1924 se creó el Óblast (en aquel momento entendido como distrito) Autónomo Ingusetio dentro de la Rusia soviética, con la ciudad de Vladikavkaz (ahora en Alania) como su centro administrativo. En 1934, se unieron Ingusetia y Chechenia para constituir el Óblast Autónomo Checheno-Ingusetio, convertido en República Autónoma en 1936. En 1944, durante la Segunda Guerra Mundial, el dirigente soviético Iósif Stalin acusó a los ingusetios de colaborar con los nazis, por lo que fueron deportados a Asia central. Los ingusetios retornaron a su patria en 1957 y exigieron la devolución de raión de Prigorodni, un distrito que se extendía a lo largo del río Terek y que había sido transferido a Alania durante su exilio.

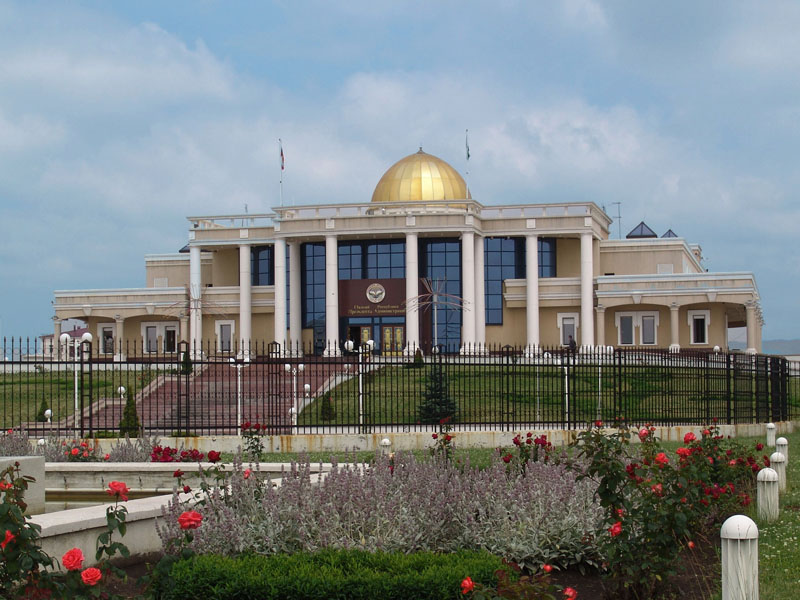
Palacio Presidencial de Ingusetia en Magás, capital de la república

Cuando Chechenia declaró su independencia de Rusia en noviembre de 1991, poco antes de la disolución de la Unión Soviética, los ingusetios se separaron de Chechenia y constituyeron su propia república. En diciembre de 1992, el Congreso de Diputados del Pueblo de Rusia reconoció a Ingusetia como república soberana dentro de Rusia. La nueva entidad siguió exigiendo la devolución del raión de Prigorodni en manos de Osetia del Norte, por lo que en 1992 se iniciaron las hostilidades entre los pueblos vecinos. Los dirigentes rusos e ingusetios se apresuraron a mediar en la disputa. A partir de ese momento, prácticamente todos los más de 50 000 ingusetios que vivían en Osetia fueron obligados a huir. La mayor parte viven en la actualidad refugiados en Ingusetia.

## Geografía

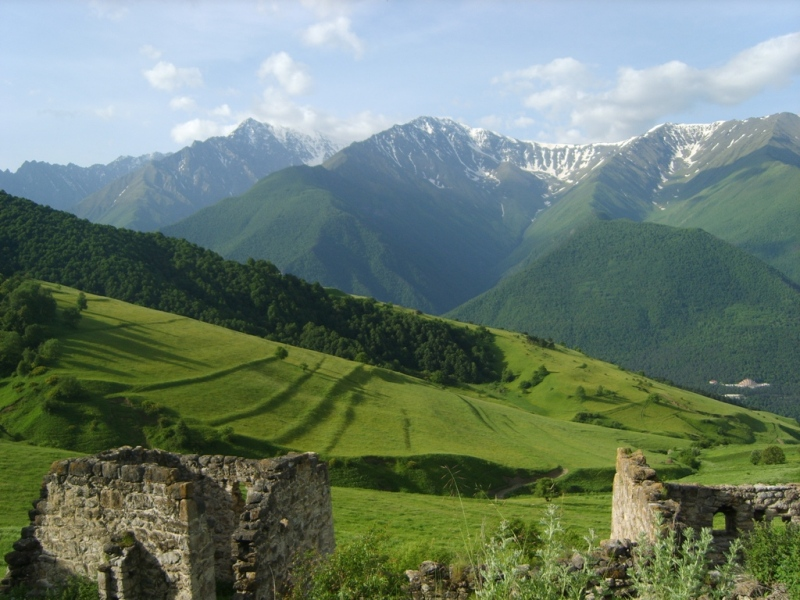
Paisaje montañoso de Ingusetia

Ingusetia está situada en la vertiente norte del Cáucaso. Su área, según unas fuentes alcanza los 2000 km² o 3600 km², según otras; la diferencia en la presentación de informes se debe principalmente a la inclusión o exclusión de las piezas de los distritos de Sunzhensky. 
El punto más alto es el Gora Shan con 4451 metros. Por territorio ingusetio discurren 150 km de las montañas del Cáucaso.

### Ríos
Los ríos más importantes son:
- Río Térek
- Río Asa
- Río Sunzha

## Gobierno
Ingusetia está gobernada por un presidente y una Asamblea Popular elegidos democráticamente. La república dispone de tres escaños en la Asamblea Federal rusa: dos en el Consejo de la Federación (cámara alta) y uno en la Duma Estatal (cámara baja). Los dos representantes de Ingusetia en el Consejo de la Federación son el presidente de la república y el jefe del grupo parlamentario mayoritario de la asamblea nacional. El escaño en la Duma Estatal corresponde a un distrito electoral del que es elegido un representante.
El Parlamento de la república es la Asamblea Popular que comprende 34 diputados elegidos para un mandato de cuatro años. La Asamblea Popular está encabezada por el presidente. A partir de 2006, el presidente de la Asamblea Popular es Makhmud Sultanovich Sakalov. La Constitución de Ingusetia fue adoptada el 27 de febrero de 1994.

## Organización territorial
La república estaba formada por tres regiones administrativas. En 1992, tras un decreto del entonces presidente de la república, Ruslan Aushev, se formó el distrito Dzheyrahsky.

## Demografía
En el momento en el que se realizó el censo de 1989, el número de ingusetios que vivían en la república autónoma checheno-ingusetia alcanzaba los 164 000 habitantes. Hacia 1995, la población de la recién constituida república de Ingusetia se había incrementado considerablemente, debido en gran medida a la llegada de cerca de 100 000 refugiados (incluidos chechenos, ingusetios y rusos) que huían de la guerra en Chechenia, y de cerca de 50 000 ingusetios llegados de la vecina Osetia del Norte-Alania, debido a las violentas disputas sobre cuestiones territoriales que desde 1992 han mantenido ambas naciones caucásicas.
La población, según el censo de 2002 fue de 466 300 habitantes, lo que supuso un evidente retroceso en el siguiente censo de 2010, ya que se registraron 412 529 habitantes. El conflicto en Ingusetia que estalló en 2007 y que llega hasta nuestros días es una de las causas principales que explican el descenso demográfico.

### Grupos étnicos
Según el censo de 2010 de Rusia, la composición étnica de Ingusetia estaba formada por un 94.1 % de ingusetios en la república. Otros grupos minoritarios eran los chechenos (4.6 %), rusos (0.8 %), y una serie de grupos más pequeños, que representa menos del 0.5 % de la población total.
Una de las cuestiones que más ha preocupado a los investigadores en la región es la genética de la población ingusetia. Los ingusetios tienen 89 % de J2 ADN-Y, que es la frecuencia más alta conocida en el mundo y J2 está estrechamente asociado con el Creciente Fértil. El ADN mitocondrial de los ingusetios difiere de otras poblaciones caucásicas y el resto del mundo, debido al principio de Hardy-Weinberg. "Las poblaciones del Cáucaso, en promedio muestran, de media, menos variabilidad que otros pueblos [del Mundo] para las ocho inserciones de polimorfismos de Alu analizados aquí. La heterocigosidad promedio es menor que la de cualquier otra región del mundo, con la excepción de Sahul. Dentro el Cáucaso, los ingusetios tienen niveles mucho más bajos de la variabilidad que cualquiera de las otras poblaciones. También mostraron patrones inusuales de variación del ADN mitocondrial en comparación con otras poblaciones del Cáucaso, lo que indica que alguna característica de la historia de la población ingusetia, o de esta muestra particular de ingusetios, deben ser responsables de sus diferentes patrones de variación genética tanto en ADN mitocondrial como de inserción de Alu".
| Grupo étnico | Censo de 1926 | Censo de 1926 | Censo de 1939 | Censo de 1939 | Censo de 1959 | Censo de 1959 | Censo de 1970 | Censo de 1970 | Censo de 1979 | Censo de 1979 | Censo de 1989 | Censo de 1989 | Censo de 2002 | Censo de 2002 | Censo de 20101 | Censo de 20101 |
| Grupo étnico | Población     | %             | Población     | %             | Población     | %             | Población     | %             | Población     | %             | Población     | %             | Población     | %             | Población      | %              |
| --- | ------------- | ------------- | ------------- | ------------- | ------------- | ------------- | ------------- | ------------- | ------------- | ------------- | ------------- | ------------- | ------------- | ------------- | -------------- | -------------- |
| Ingusetios | 47 280        | 61.6 %        | 79 462        | 58.0 %        | 44 634        | 40.6 %        | 99 060        | 66.0 %        | 113 889       | 74.2 %        | 138 626       | 74.5 %        | 361 057       | 77.3 %        | 385 537        | 94.1 %         |
| Chechenos | 2553          | 3.3 %         | 7746          | 5.7 %         | 5643          | 5.1 %         | 8724          | 5.8%          | 9182          | 6.0 %         | 19 195        | 10.3%         | 95 403        | 20.4%         | 18 765         | 4.6%           |
| Rusos | 24 185        | 31.5 %        | 43 389        | 31.7 %        | 51 549        | 46.9 %        | 37 258        | 24.8 %        | 26 965        | 17.6 %        | 24 641        | 13.2 %        | 5559          | 1.2 %         | 3321           | 0.8 %          |
| Ucranianos | 1501          | 2.0 %         | 1921          | 1.4 %         | 1763          | 1.6 %         | 1068          | 0.7 %         | 687           | 0.4 %         | 753           | 0.4 %         | 189           | 0.0 %         | 2009           | 0.5 %          |
| Otros | 1215          | 1.6 %         | 4549          | 3.3 %         | 6438          | 5.9 %         | 3978          | 2.7 %         | 2852          | 1.9 %         | 2781          | 1.5 %         | 5086          | 1.1 %         | 2009           | 0.5 %          |
| 1 2897 personas fueron registradas de distintas bases de datos y podría no representar una etnicidad. Se estima que la proporción de grupos étnicos en este grupo es la misma que la del grupo declarado. |               |               |               |               |               |               |               |               |               |               |               |               |               |               |                |                |

### Lengua y religión
Los ingusetios, que se denominan a sí mismos "galgai", están emparentados con los chechenos. La lengua ingusetia forma parte del grupo naj de lenguas caucásicas. La lengua ingusetia escrita, basada en el alfabeto latino, fue desarrollada en 1923, si bien en 1938 el alfabeto cirílico reemplazó a aquel. Gran parte de la población ingusetia habla ruso.
Entre los siglos IX y XVI, parte de los moradores de este territorio se convirtieron al cristianismo ortodoxo georgiano. En el siglo XIX los ingusetios, al igual que los chechenos y otros pueblos caucásicos, se convirtieron al islam en su variante suní.
En la actualidad, el islam constituye un importante elemento de identidad y cohesión nacional entre los ingusetios. Predomina la escuela suní Madhab Shafi'i, con alguna minoría sufí que a menudo se asocia con una de las dos órdenes sufíes tradicionales: la tariqa Naqshbandi, representada en Ingusetia por la cofradía de Deni Arsanov, y la tariqa Qadiriyyah, asociada con Kunta-Haji Kishiev.

## Economía
La agricultura es la principal actividad económica de Ingusetia. Los habitantes de las áreas montañosas se dedican a la cría de ganado, en tanto que los que pueblan las tierras bajas cultivan grano. Los principales cultivos son el maíz, girasol, hortalizas y patatas, el cultivo de tabaco, trigo, avena, cebada y remolacha azucarera. La participación de los sectores público, no es más del 25 %, el resto son de otras formas de propiedad.
El 60 % del territorio ingusetio está ocupada por tierras de cultivo, pero solo la mitad de ella es tierra cultivable. Por el volumen de la producción agrícola, la república se sitúa en el puesto 37.º en el país.
La industria de Ingusetia está poco desarrollada. La mayor parte de este desarrollo procede de la industria del petróleo (Ingushneftegazprom), petroquímica, química, procesamiento de gas y la industria del metal. Otras industrias como la textil y alimentaria contribuyen a la economía de la región que, en términos de producto regional bruto (PRB), es la última (83.ª) de Rusia.